# Dickie Stobbart
Dickie Stobbart   (Bedlington, 18 de desembre de 1891 - Vancouver, 9 de novembre de 1952) és un exfutbolista canadenc de la dècada de 1930.
Fou 6 cops internacional amb la selecció del Canadà.
Pel que fa a clubs, fou jugador de:
- 1921: Ladysmith
- 1922: Nanaimo Wanderers
- 1928: Westminster Royals

Fou entrenador assistent a Vancouver St. Andrews el 1947.